# Meomyia yeatesi
Meomyia yeatesi är en tvåvingeart som beskrevs av Neal L. Evenhuis och Greathead 1999. Meomyia yeatesi ingår i släktet Meomyia och familjen svävflugor. Inga underarter finns listade i Catalogue of Life.